# Корнієнко Георгій Маркович
Георгій Маркович Корнієнко (13 лютого 1925, село Андріївка Одеської губернії, тепер Казанківського району Миколаївської області — 20 травня 2006, місто Москва, Російська Федерація) — радянський дипломат, державний діяч, 1-й заступник міністра закордонних справ СРСР. Член ЦК КПРС у 1981—1989 роках. Депутат Верховної Ради СРСР 10—11-го скликань. Герой Соціалістичної Праці (12.02.1985).

## Життєпис
Народився в селянській родині. Його батько здобув середню агрономічну освіту і працював на дослідній сільськогосподарській станції, одночасно вів своє досить міцне селянське господарство. У 1929 році Марко Корнієнко разом із родиною переїхав до Херсона, де протягом наступних 30 років працював агрономом.
У 1940 році Георгій Корнієнко, який з дитинства цікавився природознавством, єдиним з херсонських школярів став учасником Всесоюзної сільськогосподарської виставки в Москві (в павільйоні «Юні натуралісти»).
Під час німецько-радянської війни був евакуйований до міста Хабаровська. Взимку 1943 року призваний на роботу в органи державної безпеки СРСР. Близько півроку служив оператором на радіостанції під Хабаровськом — прослуховував передачі японців на російській мові. Потім перейшов до відділу військової цензури.
З осені 1944 по осінь 1946 року — слухач факультету іноземних мов Вищої школи НКДБ (МДБ) СРСР.
У 1946—1947 роках — референт-перекладач бюро, яке займалося перекладом здобутих розвідкою документів, інформаційного відділу Першого головного управління (зовнішня розвідка) МДБ СРСР.
Член ВКП(б) з 1947 року.
З травня 1947 по 1949 рік — референт, старший референт американського відділу Комітету інформації при Раді міністрів СРСР.
У 1949—1958 роках — помічник начальника, начальник американського відділу Комітету інформації при Міністерстві закордонних справ (МЗС) СРСР.
У 1953 році закінчив екстерном Московський юридичний інститут.
У 1958—1959 роках — завідувач американського сектора відділу інформації ЦК КПРС.
У 1959—1960 роках — заступник завідувача відділу країн Америки МЗС СРСР.
У 1960—1963 роках — радник посольства СРСР у Сполучених Штатах Америки. У 1963—1964 роках — радник-посланник посольства СРСР у Сполучених Штатах Америки.
У 1965—1975 роках — заступник завідувача, завідувач відділу США і член Колегії МЗС СРСР.
У 1975—1977 роках — заступник міністра закордонних справ СРСР. У листопаді 1977—1986 роках — 1-й заступник міністра закордонних справ СРСР.
Указом Президії Верховної Ради СРСР від 12 лютого 1985 року за заслуги на дипломатичній роботі і в зв'язку з шістдесятиліттям Корнієнку Георгію Марковичу присвоєно звання Героя Соціалістичної Праці з врученням ордена Леніна і золотої медалі «Серп і Молот».
У 1986—1988 роках — 1-й заступник завідувача Міжнародного відділу ЦК КПРС.
З 1988 року — персональний пенсіонер союзного значення в Москві.
З 1989 по 1996 рік був головним спеціалістом з міжнародних проблем Інституту сходознавства Академії наук.
Автор та співавтор «Очима маршала і дипломата: критичний погляд на зовнішню політику СРСР до і після 1985 року» (1992), «Холодна війна. Свідоцтво її учасника»(1994, 2001), «Радянська військова міць від Сталіна до Горбачова» (1999).
Помер 20 травня 2006 року. Похований в Москві на Троєкуровському кладовищі

## Нагороди і звання
- Герой Соціалістичної Праці (12.02.1985)
- два ордени Леніна (27.12.1977, 12.02.1985)
- два ордени Трудового Червоного Прапора (31.12.1966, 22.10.1971)
- орден Дружби народів (12.02.1975)
- орден Пошани (Російська Федерація) (2005)
- ордени
- медаль «За бойові заслуги» (25.06.1954)
- медаль «За перемогу над Німеччиною у Великій Вітчизняній війні 1941—1945 рр.»
- медалі
- звання «Заслужений працівник дипломатичної служби Російської Федерації»
- Надзвичайний і Повноважний Посол СРСР
- Премія Уряду Російської Федерації в галузі науки і техніки